# Jerzy Bagrowicz
Jerzy Bagrowicz (ur. 19 czerwca 1938 w Gogolinie) – polski duchowny rzymskokatolicki, teolog, profesor Uniwersytetu Mikołaja Kopernika, Akademii Teologii Katolickiej i Wyższego Seminarium Duchownego we Włocławku.

## Życiorys
W latach 1956–1962 studiował filozofię i teologię w Wyższym Seminarium Duchownym we Włocławku. 24 czerwca 1962 przyjął święcenia kapłańskie z rąk biskupa włocławskiego Antoniego Pawłowskiego. W latach 1962–1964 pracował jako wikariusz w Sieradzu, następnie przez rok w Stawiszynie. Od 1969 do 1972 pełnił funkcję prefekta ds. wychowawczych we włocławskim seminarium duchownym. W latach 1973–1993 był duszpasterzem niewidomych w diecezji włocławskiej.
W latach 1965–1970 studiował katechetykę na Katolickim Uniwersytecie Lubelskim, gdzie uzyskał stopień naukowy doktora. W latach 1972–1973 studiował w Instytucie Katolickim w Paryżu. W 1993 uzyskał w ATK stopień doktora habilitowanego nauk teologicznych. W 1996 został profesorem nadzwyczajnym w UMK. Tytuł naukowy profesora nauk humanistycznych uzyskał w 2001.
Od 1975 jest członkiem redakcji Ateneum Kapłańskiego, w latach 1978-1997 był redaktorem naczelnym tego czasopisma.
Pełni funkcję rzeczoznawcy do spraw oceny programów nauczania religii i podręczników katechetycznych w imieniu Komisji Wychowania Katolickiego Konferencji Episkopatu Polski.
26 czerwca 1989 został mianowany kapelanem honorowym Jego Świątobliwości. Jest także prałatem scholastykiem kapituły katedralnej we Włocławku.
W latach 2001–2005 sprawował funkcję dziekana Wydziału Teologicznego Uniwersytetu Mikołaja Kopernika w Toruniu.